# 欧洲灭亡语言列表
这是一个欧洲灭绝语言的列表。该表中的语言已经经历了语言灭亡，没有任何母语或外语使用者。随着原始印欧语的使用群体向西部迁移，大部分原有的古欧洲语言在几千年前就绝迹，没有留下任何存在的记录。同时，他们被印欧语系的凯尔特语族、意大利语族、日耳曼语族、波罗的-斯拉夫语族、希腊语族、伊朗语支所取代。因此，如今绝大多数的欧洲人讲的语言都属于印欧语系。但是，这些灭绝语言的一小部分幸存了足够长的时间，以至于它们能够被记录了下来。
另一方面，许多欧洲印欧语言如哥特语也灭绝了。 然而，在某些情况下，我们并不清楚一门语言是否有相应的语言后裔。 以阿尔巴尼亚语为例，除了只清楚它是一门属于印欧语系的语言以外，我们无法确定它的具体起源。由于古代语言只有很少的一点并不确切的遗存，对于阿尔巴尼亚语是否由达西亚语、色雷斯语或者伊利里亚语演变而来，现在仍有争议。同样的，因为缺乏证据，尚未确定巴斯克语是否是阿基坦语衍生而来。
虽然 波美拉尼亚语言拥有一种语言后裔， 卡舒比语作为波美拉尼亚的另一种方言已经灭绝了。 下表中列出了143种语言。

## 巴尔干地区
- 保加尔语
- 达尔马提亚语
- 达契亚语
- 伊利里亚语
- Lemnian
- Liburnian
- Paeonian
- 古教会斯拉夫语
- Eteocretan
- Eteocypriot
- 潘诺尼亚罗曼语
- 佩切涅格语
- Pelasgian
- 色雷斯语
- Yevanic

## 高加索地区
- 高加索阿尔巴尼亚语
- 希尔凡阿拉伯语
- Kilit语
- Garachi语

## 法国
- 高卢语
- 哥特语
- 拉丁语（仍有国家使用）
- Shuadit语
- Zarphatic语

## 意大利
- 凯尔特语族
  - 南阿尔卑高卢语
  - Ligurian语
- 日耳曼语族
  - 哥特语
  - Lombardic
- 伊利里亚语族
  - Messapian
- 意大利语族
  - 埃桂语
  - 法利斯克语
  - Hernican
  - Marrucinian
  - Marisan
  - 奥斯坎语
  - Paelignian
  - Sabine
  - 南皮赛恩语
  - 威尼托语
  - Vestinian
  - 沃尔西语
  - 翁布里亚语
- 闪米特语族
  - 西西里阿拉伯语
  - 犹太-皮埃蒙特语
- Tyrsenian语
  - Camunic
  - 伊特拉斯坎语
  - Raetian
- 未分类
  - 伊利米语
  - North Picene
  - Paleo-Sardinian
  - 西坎尼语
  - 西库尔语

## 不列颠岛
- 凯尔特语族
  - 坎伯兰语
  - 皮克特语
- 日耳曼语族
  - Fingalian
  - 诺恩语
  - 约拉语
- 罗曼语族
  - 盎格鲁-诺曼语
  - 不列颠通俗拉丁语
- 老肯特郡手语

## 北欧和中欧
- 印度-雅利安语支
  - Laiuse Romani
- 伊朗语支
  - Jassic
- 日耳曼语族
  - 勃艮第语
  - 哥特语
  - 苏维汇语( 苏维汇人的语言)
- 西波罗的语支
  - Galindan
  - 普鲁士语
  - Skalvian
  - Sudovian(Yotvingian)
- 东波罗的语支
  - Curonian(Kursh)
  - Selonian
  - Semigallian
- 芬兰语支
  - 立窝尼亚语
- 斯拉夫语族
  - Knaanic
  - Mazovian
  - 古教会斯拉夫语
  - Polabian
  - Slovincian
- 萨米语支
  - 阿卡拉萨米语
  - 凱米薩米語
  - 凱努薩米語
- 突厥语族
  - Cuman
  - 佩切涅格語

## 伊比利亚半岛
- 古西班牙语
  - 阿基坦语
  - 大陆凯尔特语支
    - 凯尔特伊比利亚语
    - Lusitanian
    - Gallaecian

  - 伊比利亚语
  - Sorothaptic
  - Tartessian
- 古希腊语
- 日耳曼语族
  - 哥特语
  - 苏维汇语
  - Vandalic
- 凯尔特语族
  - 古布立吞语
- 拉丁语
  - 加利西亚-葡萄牙语
  - 莫札拉布语
  - 纳瓦罗-阿拉贡语
  - 古奥克语
  - 古西班牙语
    - 犹太-阿拉贡语
    - 犹太-加泰罗尼亚语
    - 犹太-葡萄牙语
- 闪米特语族
- 安达卢西亚阿拉伯语
  - 中世纪希伯来语
    - 塞法迪希伯来语

  - 腓尼基语
    - 布匿语
- 印度-伊朗语族
  - 斯基泰
    - Alanic

## 俄罗斯
- Iazychie
- Merya
- Meshcherian
- Muromian